# Gamer
Gamer – amerykański film fantastycznonaukowy w reżyserii Marka Neveldine’a i Briana Taylora.
W weekend otwierający emisję w Stanach Zjednoczonych przychody ze sprzedaży biletów wyniosły 9 156 057 dolarów amerykańskich.

## Fabuła
Niedaleka przyszłość, w której przenikanie do umysłów innych dzięki wysoko rozwiniętej technologii stało się faktem. Ludzie kontrolują się wzajemnie poprzez gry komputerowe. Kable (Gerard Butler) jest „postacią” z niezwykle okrutnej gry „Slayers”, której uczestnicy kierują prawdziwymi więźniami. Kable jest skazańcem, kontrolowanym przez Simona, nastoletniego gracza, który zwycięża we wszystkich rozgrywkach, traktując więźnia jak zabawkę. Ich poczynania śledzą na żywo miliony wielbicieli.
Odebrany rodzinie, więziony i zmuszony do walki wbrew swej woli Kable musi przetrwać w grze na tyle długo, aby odzyskać wolność i własną tożsamość.

## Wersja oryginalna
Reżyseria: Mark Neveldine, Brian Taylor

Scenariusz: Mark Neveldine, Brian Taylor

Muzyka: Rober Williamson, Geoff Zanelli

Zdjęcia: Ekkehart Pollack

Montaż: Peter Amundson, Fernando Villena, Doobie White

Obsada:
- Gerard Butler – Kable
- Michael C. Hall – Ken Castle
- Amber Valletta – Angie
- Logan Lerman – Simon
- Alison Lohman – Trace
- Ludacris – Humanz Brother
- Terry Crews – Hackman
- John Leguizamo – Freek
- Zoë Bell – Sandra
- John de Lancie – szef zespołu
- Johhny Whitworth – Szkot
- Aaron Yoo – Humanz Dude
- Jonathan Chase – lider komputerowych maniaków
- Noel Gugliemi – strażnik upgrade’u
- Kyra Sedgwick – Gina Parker Smith
- Milo Ventimiglia – Rick Rape
- Efren Ramirez – DJ Twist